# Configuration des cabines de l'A380

Cabine de l'A380-800 avec 519 sièges.

L'Airbus A380 dispose de deux ponts de 49,90 m de long, d'une largeur de 6,58 m pour le pont principal et de 5,92 m pour le pont supérieur offrant une surface totale aménagée de 555 m2  (305 m2 sur le pont principal et 250 m2 sur le pont supérieur).  

## Aménagement de la cabine

Schéma en coupe de la classe économie d'un A380.

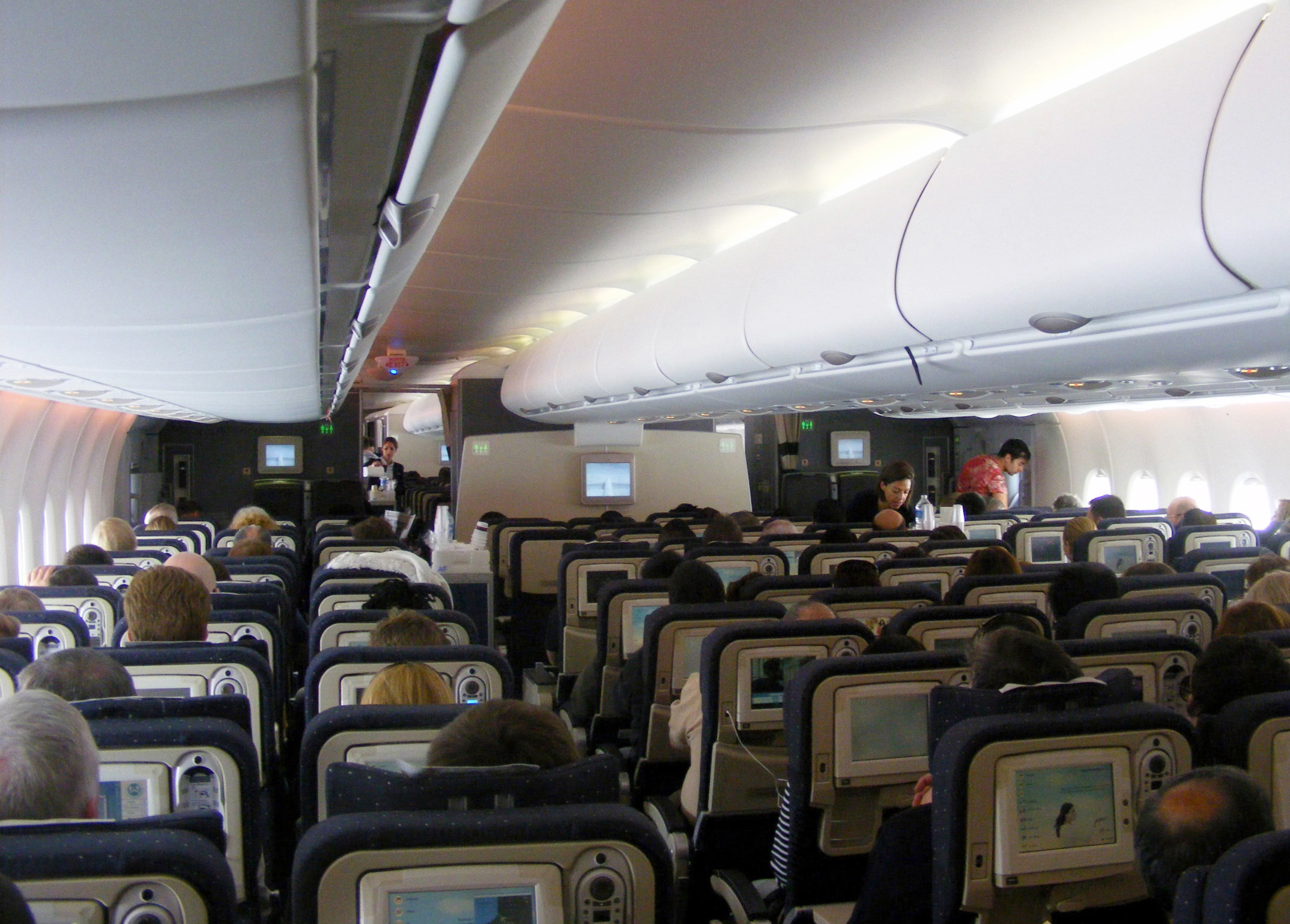
L'ancienne classe économie sur un A380 d'Air France.

Les dimensions de la cabine sont telles qu'il sera possible sur certains appareils d'aménager et de proposer aux clients des salles de repos, des boutiques de luxe ou même des bars, car à l'heure actuelle, la maturité de la définition ne permet pas à Airbus de répondre à de telles exigences.
Si les compagnies le souhaitent, elles peuvent également renoncer aux treize conteneurs susceptibles d'être accueillis sur le pont principal, et installer de nouveaux équipements supplémentaires : bars, bibliothèque, restaurant, cabine avec lit, douches, etc.

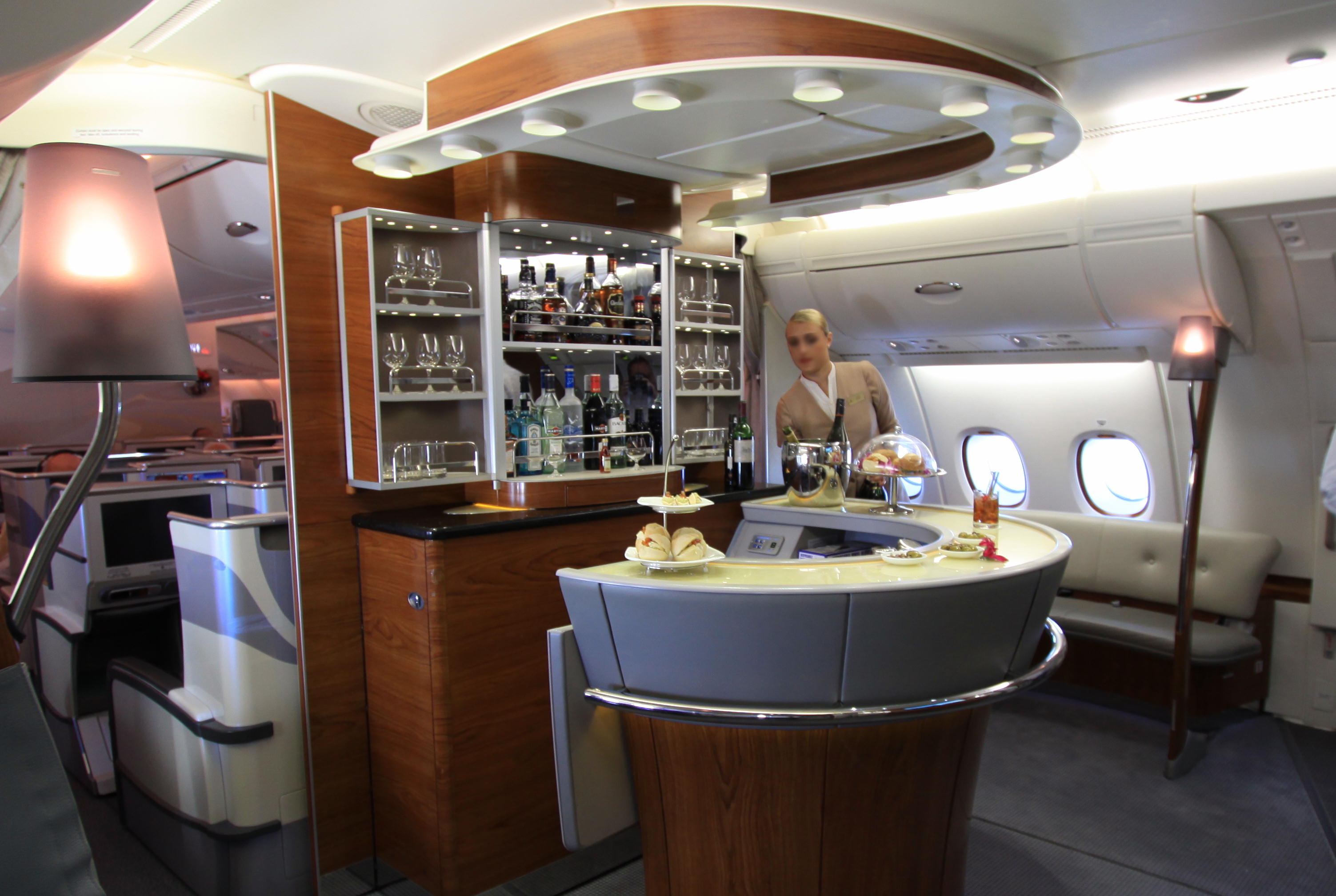
Bar en classe affaire sur un A380 d'Emirates.

## Capacité des avions livrés
- - Les avions livrés jusqu'en 2011 présentent 407 à 538 sièges, en moyenne 472 sièges.
  - L'A380 d'Air France peut embarquer 538 passagers en disposition 3 classes, dont 449 sièges en classe économique, soit environ 1,03 m2 par passager.
  - À partir du 4e exemplaire Air France présentera une version à quatre classes, une partie des sièges « Voyageur » étant remplacée par des sièges « Premium Voyageur » espacés de 97 cm autorisant une inclinaison de dossier plus forte. Cette version peut emporter 516 passagers[3].

## Disposition des sièges

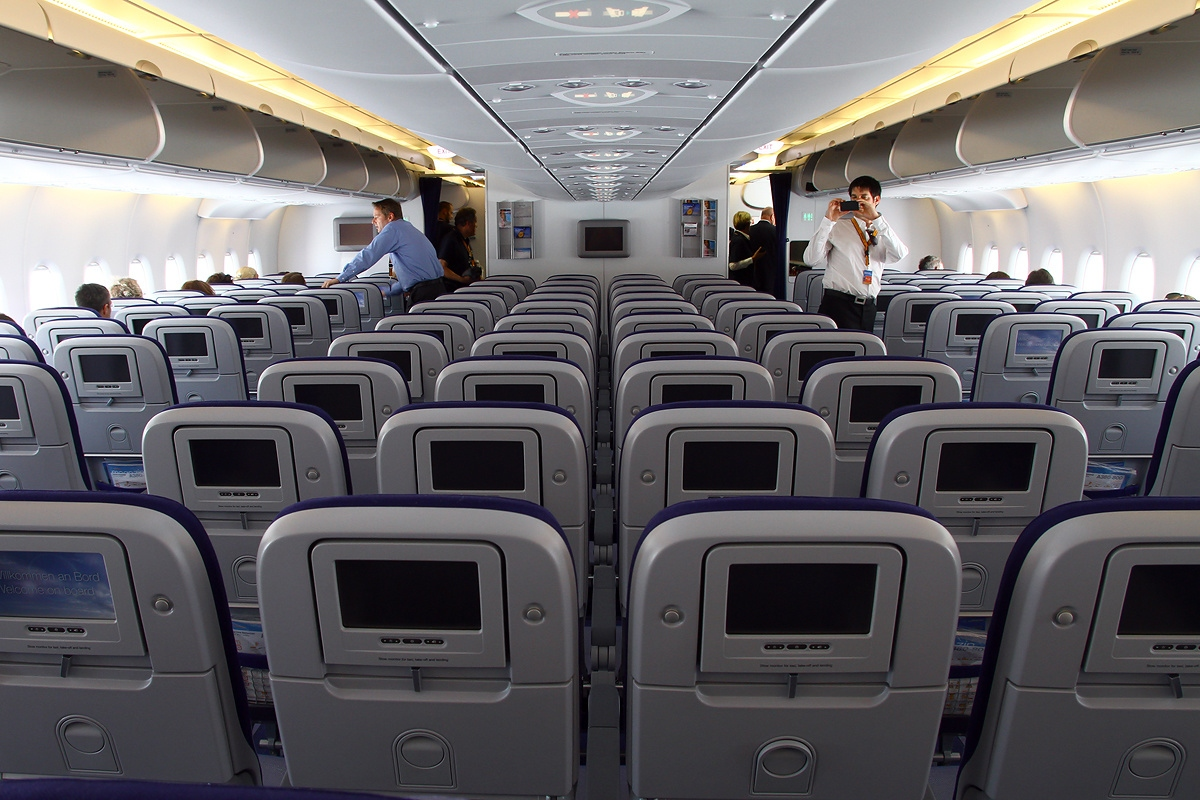
Classe économique d'un A380 de la Lufthansa.

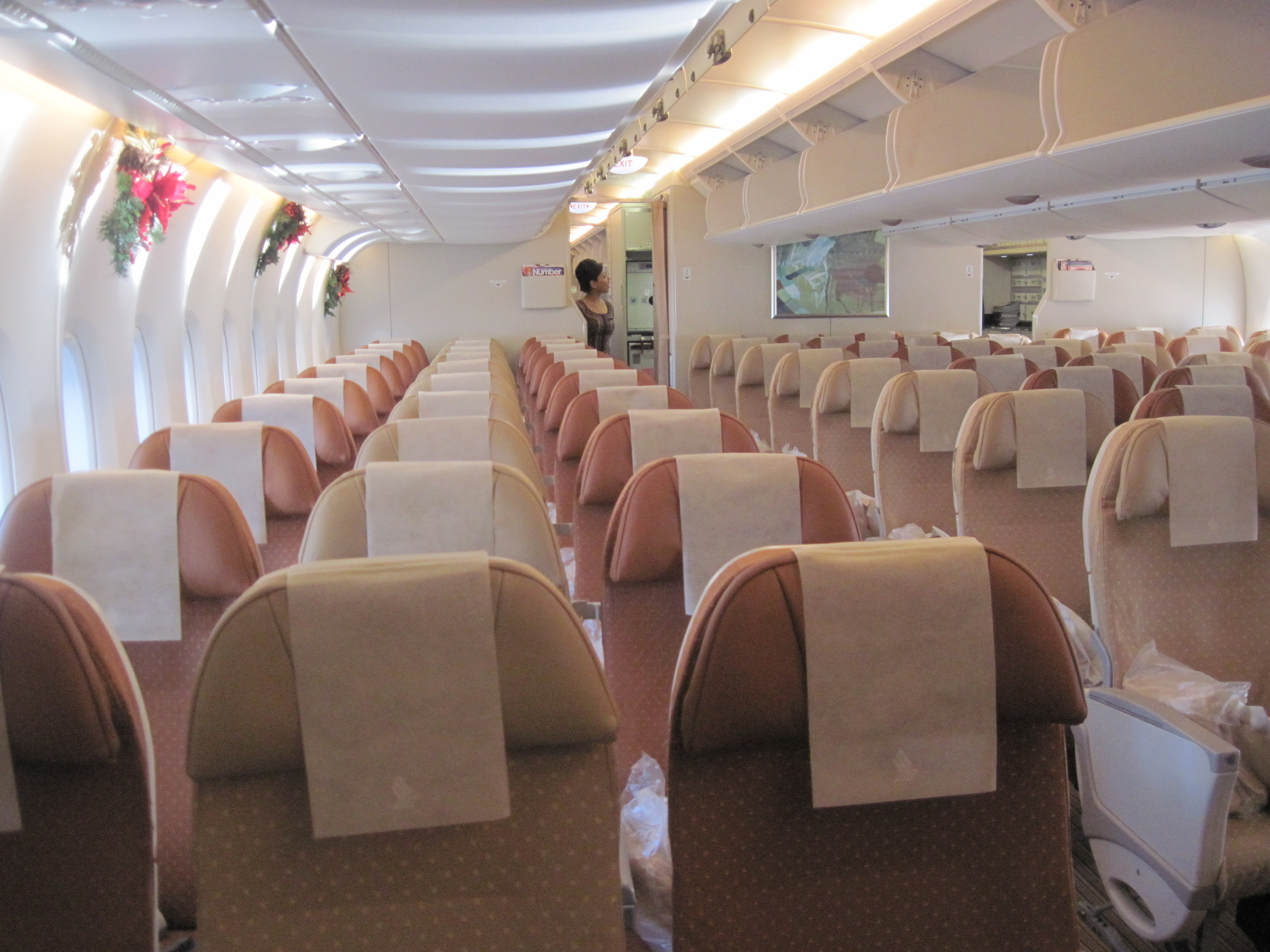
Classe économique de Singapore Airlines.

La configuration de la cabine dépend du choix de la compagnie aérienne. L'appareil est certifié pour embarquer jusqu'à 853 passagers en disposition économique (classe économique ou charter). L'agencement de base proposée par Airbus offre trois niveaux de confort avec 525 passagers dont, sur le pont principal, 10 passagers en première classe, 334 en classe économique, tandis que le pont supérieur accueillera lui 76 passagers en classe affaires et 103 en économique. 
Par exemple, il a été choisi des versions allant de 407 passagers chez Korean Air à 644 en deux classes avec Emirates.
| Compagnie                                   | Compagnie               | Passagers | Pont               | Pont principal | Pont principal | Pont principal   | Pont principal | Pont supérieur | Pont supérieur   | Pont supérieur   | Pont supérieur |
| Compagnie                                   | Compagnie               | Passagers | Classe             | Première       | Business       | Premium Économie | Économie       | Première       | Business         | Premium Économie | Économie       |
| ------------------------------------------- | ----------------------- | --------- | ------------------ | -------------- | -------------- | ---------------- | -------------- | -------------- | ---------------- | ---------------- | -------------- |
| Drapeau de la France                        | Air France ,            | 516       | Espacement/largeur | 81"/35"        | –              | –                | 32"/19"        | –              | 55"/34"          | -                | 32"/19"        |
| Drapeau de la France                        | Air France ,            | 516       | Sièges             | 9              | –              | –                | 343            | –              | 80               | 38               | 46             |
| Drapeau de la France                        | Air France ,            | 516       | Configuration      | 1-2-1          | –              | –                | 3-4-3          | –              | 2-2-2            | 2-3-2            | 2-4-2          |
| Drapeau de la France                        | Air France ,            | 538       | Sièges             | 9              | –              | –                | 343            | –              | 80               | –                | 106            |
| Drapeau de la France                        | Air France ,            | 538       | Configuration      | 1-2-1          | –              | –                | 3-4-3          | –              | 2-2-2            | –                | 2-4-2          |
| Drapeau de la République populaire de Chine | China Southern Airlines | 506       | Espacement/largeur | ?              | –              | –                | ?              | –              | ?                | –                | ?              |
| Drapeau de la République populaire de Chine | China Southern Airlines | 506       | Sièges             | 8              | –              | –                | 352            | –              | 70               | –                | 76             |
| Drapeau de la République populaire de Chine | China Southern Airlines | 506       | Configuration      | 1-2-1          | –              | –                | 3-4-3          | –              | 1-2-1, staggered | –                | 2-4-2          |
| Drapeau des Émirats arabes unis             | Emirates ,              | 489       | Espacement/largeur | –              | –              | –                | 32"/18"        | 86"/23"        | 48"/18.5"        | –                | –              |
| Drapeau des Émirats arabes unis             | Emirates ,              | 489       | Sièges             | –              | –              | –                | 399            | 14             | 76               | –                | –              |
| Drapeau des Émirats arabes unis             | Emirates ,              | 489       | Configuration      | –              | –              | –                | 3-4-3          | 1-2-1          | 1-2-1, staggered | –                | –              |
| Drapeau des Émirats arabes unis             | Emirates ,              | 517       | Sièges             | –              | –              | –                | 427            | 14             | 76               | –                | –              |
| Drapeau des Émirats arabes unis             | Emirates ,              | 517       | Configuration      | –              | –              | –                | 3-4-3          | 1-2-1          | 1-2-1, staggered | –                | –              |
| Drapeau de la Corée du Sud                  | Korean Air ,            | 407       | Espacement/largeur | –              | –              | –                | 34"/           | –              | 74"/             | –                | –              |
| Drapeau de la Corée du Sud                  | Korean Air ,            | 407       | Sièges             | 12             | –              | –                | 301            | –              | 94               | –                | –              |
| Drapeau de la Corée du Sud                  | Korean Air ,            | 407       | Configuration      | 1-2-1          | –              | –                | 3-4-3          | –              | 2-2-2            | –                | –              |
| Drapeau de l'Allemagne                      | Lufthansa               | 526       | Espacement/largeur | –              | –              | –                | 31"/20.5"      | 90-92"/31.5"   | 57-60"/19.6"     | –                | –              |
| Drapeau de l'Allemagne                      | Lufthansa               | 526       | Sièges             | –              | –              | –                | 420            | 8              | 98               | –                | –              |
| Drapeau de l'Allemagne                      | Lufthansa               | 526       | Configuration      | –              | –              | –                | 3-4-3          | 1-2-1          | 2-2-2            | –                | –              |
| Drapeau de la Malaisie                      | Malaysia Airlines ,     | 494       | Espacement/largeur | 89"/40"        | –              | –                | 32"/18"        | –              | 74"/?            | –                | 32"/18"        |
| Drapeau de la Malaisie                      | Malaysia Airlines ,     | 494       | Sièges             | 8              | –              | –                | 350            | –              | 66               | –                | 70             |
| Drapeau de la Malaisie                      | Malaysia Airlines ,     | 494       | Configuration      | 1-2-1          | –              | –                | 3-4-3          | –              | 2-2-2            | –                | 2-4-2          |
| Drapeau de l'Australie                      | Qantas,                 | 450       | Espacement/largeur | 83.5"/29"      | –              | –                | 31"/18.1"      | –              | 80"/21.5"        | 38-42"/19.5"     | –              |
| Drapeau de l'Australie                      | Qantas,                 | 450       | Sièges             | 14             | –              | –                | 332            | –              | 72               | 32               | –              |
| Drapeau de l'Australie                      | Qantas,                 | 450       | Configuration      | 1-1-1          | –              | –                | 3-4-3          | –              | 2-2-2            | 2-3-2            | –              |
| Drapeau de Singapour                        | Singapore Airlines,     | 471       | Espacement/largeur | 81"/27-35"     | –              | –                | 32"/19"        | –              | 55"/34"          | –                | 32"/19"        |
| Drapeau de Singapour                        | Singapore Airlines,     | 471       | Sièges             | 12             | –              | –                | 311            | –              | 60               | –                | 88             |
| Drapeau de Singapour                        | Singapore Airlines,     | 471       | Configuration      | 1-2-1          | –              | –                | 3-4-3          | –              | 1-2-1            | –                | 2-4-2          |
| Drapeau de Singapour                        | Singapore Airlines,     | 409       | Sièges             | 12             | –              | –                | 311            | –              | 86               | –                | –              |
| Drapeau de Singapour                        | Singapore Airlines,     | 409       | Configuration      | 1-2-1          | –              | –                | 3-4-3          | –              | 1-2-1            | –                | –              |